# Universitätsmusikdirektor
Universitätsmusikdirektor ist in Deutschland ein universitäres Amt, mit dem die Aufgabe verbunden ist, das musikalische Leben an einer Universität zu gestalten und zu koordinieren. An einigen Universitäten heißt das Amt auch Akademischer Musikdirektor. Je nach Stellenausschreibung sind damit unterschiedliche Aufgaben verbunden: Leitung des Collegium musicum, des Hochschulorchesters, des Chores der Universität und anderer musikalischer Ensembles der Universität. Zu den beruflichen Voraussetzungen gehören neben einem Studium der Musik oder der Musikwissenschaft daher Ausbildung oder Erfahrung im Dirigieren sowohl im Bereich Orchester als auch im Bereich Chor. Während traditionell das Amt Männern vorbehalten war, gibt es mittlerweile auch eine Reihe von Frauen, die das Amt ausüben und dann den Titel Universitätsmusikdirektorin bzw. Akademische Musikdirektorin tragen.  
Die Stellen sind teilweise den musikwissenschaftlichen Instituten zugeordnet, während die Ensembles allen Mitgliedern der Universität offenstehen.
Eine Übersicht der in der Wikipedia verzeichneten Universitätsmusikdirektoren gibt die Kategorie:Universitätsmusikdirektor